# Naturkapital
Naturkapital ist eine Metapher für Mineralien, Pflanzen und Tiere der Biosphäre, soweit man sie als Produktionsfaktor für die Herstellung von Sauerstoff, als Wasserfilter, Verhüter von Erosion, Träger von Genmaterial oder anderen natürlichen Leistungen betrachtet. In diesem Zusammenhang wird versucht, den ökonomischen Wert des Ökosystems zu erfassen, der über das traditionelle Verständnis als passive natürliche Ressource hinausführt.

## Analogie zum Kapitalbegriff
Der Begriff Naturkapital ist eine Metapher, weil sie analog zum Kapitalbegriff der gängigen Volkswirtschaftslehre die natürlichen Ressourcen in anderer Weise bewertet. So rechnen Robert Costanza, Amory Lovins, L. Hunter Lovins, Paul Hawken und andere Vertreter der Naturkapitaltheorie die natürlichen Ressourcen nicht zum Produktionsfaktor Boden, weil sie durch menschliche Aktivitäten erheblich gestört und zerstört werden können und dadurch ein „Kapital“ der Natur vernichtet wird. So sei bereits jetzt die Naturleistung zu gering, um die Folgen gegenwärtiger Wirtschaftsweise aufzufangen (vgl. Biokapazität und Ökologischer Fußabdruck).
Costanza definiert Naturkapital funktional als „Bestand natürlicher Ökosysteme, der einen Strom wertvoller Ökosystem-Güter und -Dienstleistungen liefert.“ Das Naturkapital ist in dieser Sichtweise eine Bestandsgröße. Die dazugehörige Flussgröße sind die Ökosystemdienstleistungen und Umwelt- bzw. Naturgüter.
Ein engerer Begriff ist Biokapazität. Diese Unterkategorie des Naturkapitals bezieht sich auf die Regenerationsfähigkeit der Ökosysteme, also auf die biologische Seite des Naturkapitals.

## Verwendung des Konzepts
Das Konzept des Naturkapitals wird genutzt, um Wohlfahrtsmaße zu entwickeln (vgl. Comprehensive wealth) bzw. generell, um die volkswirtschaftliche Gesamtrechnung um eine umweltökonomische Gesamtrechnung zu erweitern. Dabei gilt es, Naturkapitalbestände zu erfassen und ggf. einer umweltökonomischen Bewertung zu unterziehen. Hier bildet nicht-erneuerbares Naturkapital eine wichtige Grundlage der Ressourcenökonomik.
Der Wert eines Naturkapitalbestandes wird dabei häufig als Gegenwartswert aller zukünftigen bestandsabhängigen Nutzenströme gedacht. Um die ökonomischen Kosten einer Veränderung im Naturkapitalbestand zu erfassen, müssen demnach die zu erwartenden Ströme (Ökosystemdienstleistungen) und die zugehörigen Schattenpreise geschätzt werden. Diese hängen u. a. von der aktuellen Einkommensverteilung und der zu erwartenden Verteilung zwischen den Generationen ab.

## Critical Natural Capital
Als Critical Natural Capital (CNC), dt. kritisches Naturkapital, bezeichnet man den Bestand an Naturkapital bzw. konkreten Naturkapitalgütern (bspw. sauberes Wasser oder saubere Luft), der für das menschliche Überleben unabdingbar ist. Das Konzept basiert auf der Annahme, dass es für viele Naturkapitalgüter (Ökosystemdienstleistungen) einen „kritischen Schwellenwert“ gibt, bei dessen Unterschreitung sie im ökonomischen Sinne „essentiell“ werden, d. h. nicht substituierbar. Dementsprechend kann CNC nicht ökonomisch bewertet werden, da umweltökonomische Bewertung streng auf der Annahme von Substituierbarkeit basiert.